# آنا ماريا ماركوفيتش
آنا ماريا ماركوفيتش (من مواليد 9 نوفمبر 1999) هي لاعبة كرة قدم كرواتية تلعب في مركز المهاجم لنادي الدوري السويسري الممتاز للسيدات جراسهوبر والمنتخب الكرواتي. بعد أن لفت انتباه الاتحاد الكرواتي لكرة القدم أثناء اللعب مع فريق جراسهوبر في سويسرا، تم استدعاء ماركوفيتش للعب مع منتخب كرواتيا، سجلت أول هدف دولي لها في تصفيات كأس العالم 2023 ضد مولدوفا.

## نشأتها
ولدت ماركوفيتش تنحدر من أصول كرواتية من جانب والدتها، في سبليت، وانتقلت مع عائلتها إلى سويسرا في سن 12 عامًا، ونشأت في زيورخ، تلعب شقيقتها الصغرى كريستينا ماركوفيتش لفريق إف سي رابيرسويل-جونا للسيدات في الدوري السويسري الممتاز للسيدات والمنتخب الكرواتي.

## روابط خارجية
- آنا ماريا ماركوفيتش  على سكروي
- آنا ماريا ماركوفيتش على الأرشيف الرياضي العالمي